# Secret South
Secret South è il terzo album del gruppo alternative country dei 16 Horsepower. È stato pubblicato nel 2000 per l'etichetta Glitterhouse Records e rappresenta per il gruppo un cambio di direzione rispetto ai dischi precedenti, vi è una maggiore attenzione sulla scrittura dei testi.
L'album è composto da 9 brani originali con la reinterpretazione del brano traditional Wayfaring Stranger e la cover del brano di Bob Dylan, Nobody 'Cept You, brano all'epoca non ancora pubblicato su album di studio.

## Critica
Per la rivista online Ondarock.it è considerato il miglior disco del gruppo ed un autentico capolavoro.

## Tracce
1. Clogger (Edwards/16 Horsepower) – 3:28
2. Wayfaring Stranger (Traditional) – 2:42
3. Cinder Alley (Edwards/16 Horsepower) – 4:42
4. Burning Bush (Edwards/16 Horsepower) – 3:59
5. Poor Mouth (Edwards/16 Horsepower) – 4:39
6. Silver Saddle (Edwards/16 Horsepower) – 3:11
7. Praying Arm Lane (Edwards/16 Horsepower) – 3:19
8. Splinters (Edwards/16 Horsepower) – 5:17
9. Just Like Birds (Edwards/16 Horsepower) – 3:42
10. Nobody 'Cept You (Bob Dylan) – 3:34
11. Strawfoot (Edwards/16 Horsepower) – 3:30

## Formazione
- David Eugene Edwards – voce, chitarra, piano, concertina
- Steve Taylor – cori, chitarra, organo
- Jean-Yves Tola – batteria e percussioni, piano
- Pascal Humbert – basso, violino, chitarra

## Altri musicisti
- Asher Edwards (violino) – Figlia del cantante
- Rebecca Vera
- Elin Palmer
- Bob Ferbrache